# Isles-sur-Suippe
Isles-sur-Suippe é uma comuna francesa na região administrativa do Grande Leste, no departamento de Marne. Estende-se por uma área de 12.39 km², e possui 915 habitantes, segundo o censo de 2018, com uma densidade de 74 hab/km².